# Tony Pickard
John Anthony Pickard, detto Tony (Ripley, 13 settembre 1934), è un ex tennista e allenatore di tennis britannico.

## Carriera
Ha partecipato a quindici consecutive edizioni di Wimbledon, dal 1953 al 1957, ottenendo come miglior risultato i quarti di finale nel doppio maschile del 1961 in coppia con Mike Sangster.
Vanta i quarti di finale agli Australian Championships 1954 e la semifinale sulla terra del Roland Garros 1962, in entrambe le occasioni insieme a Billy Knight.
Terminata la carriera agonistica ha intrapreso quella da allenatore, ha affiancato Stefan Edberg per la maggior parte della carriera, dagli esordi nel 1983 al 1994, e in questo periodo lo svedese ha conquistato i suoi sei titoli dello Slam e raggiunto la prima posizione mondiale. Nella stagione seguente ha allenato il ceco Petr Korda mentre nel 1997 ha seguito Greg Rusedski
È stato inoltre per diversi anni capitano della squadra britannica di Coppa Davis.